# Dorfkirche Gladigau

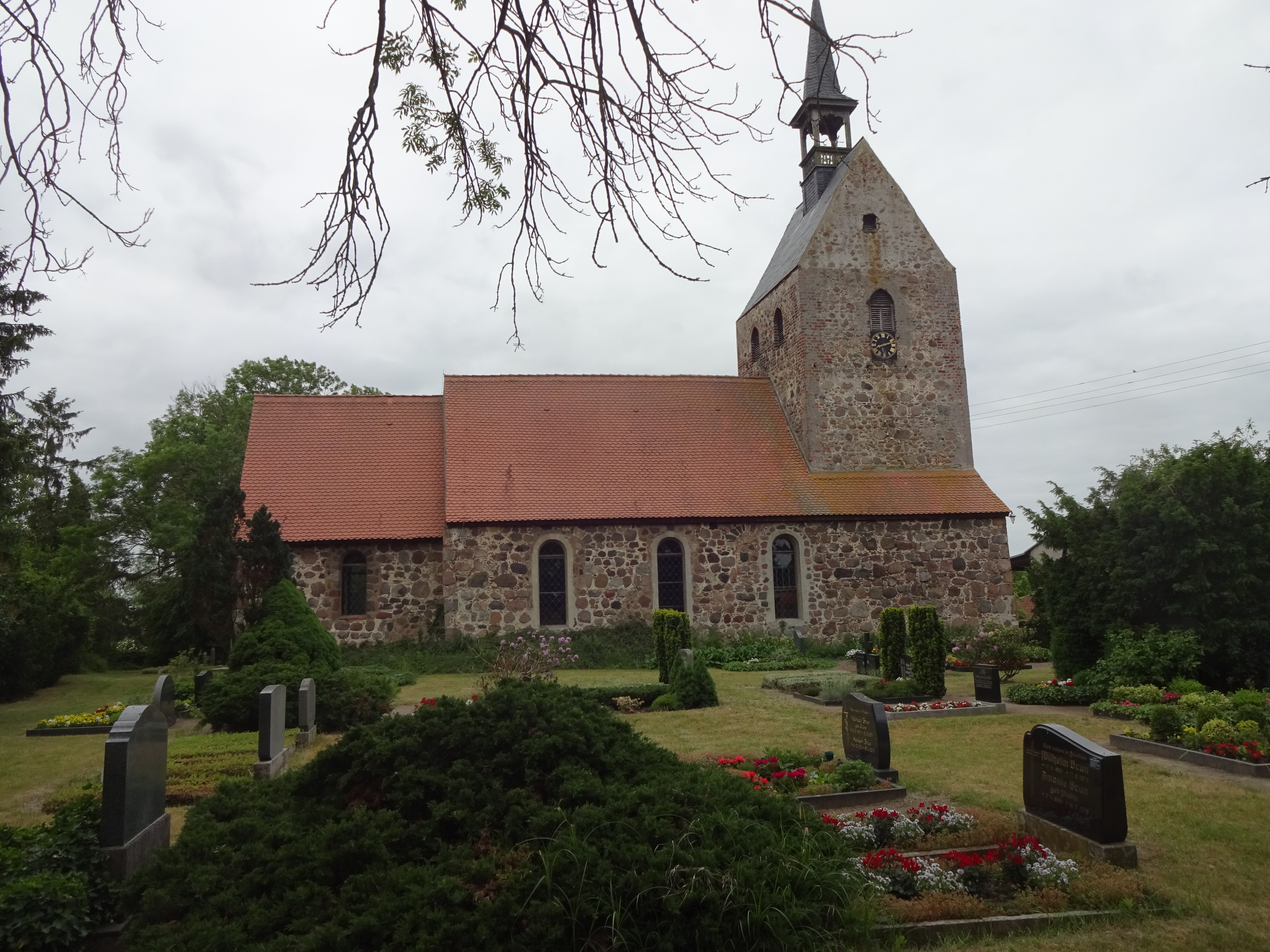
Dorfkirche Gladigau

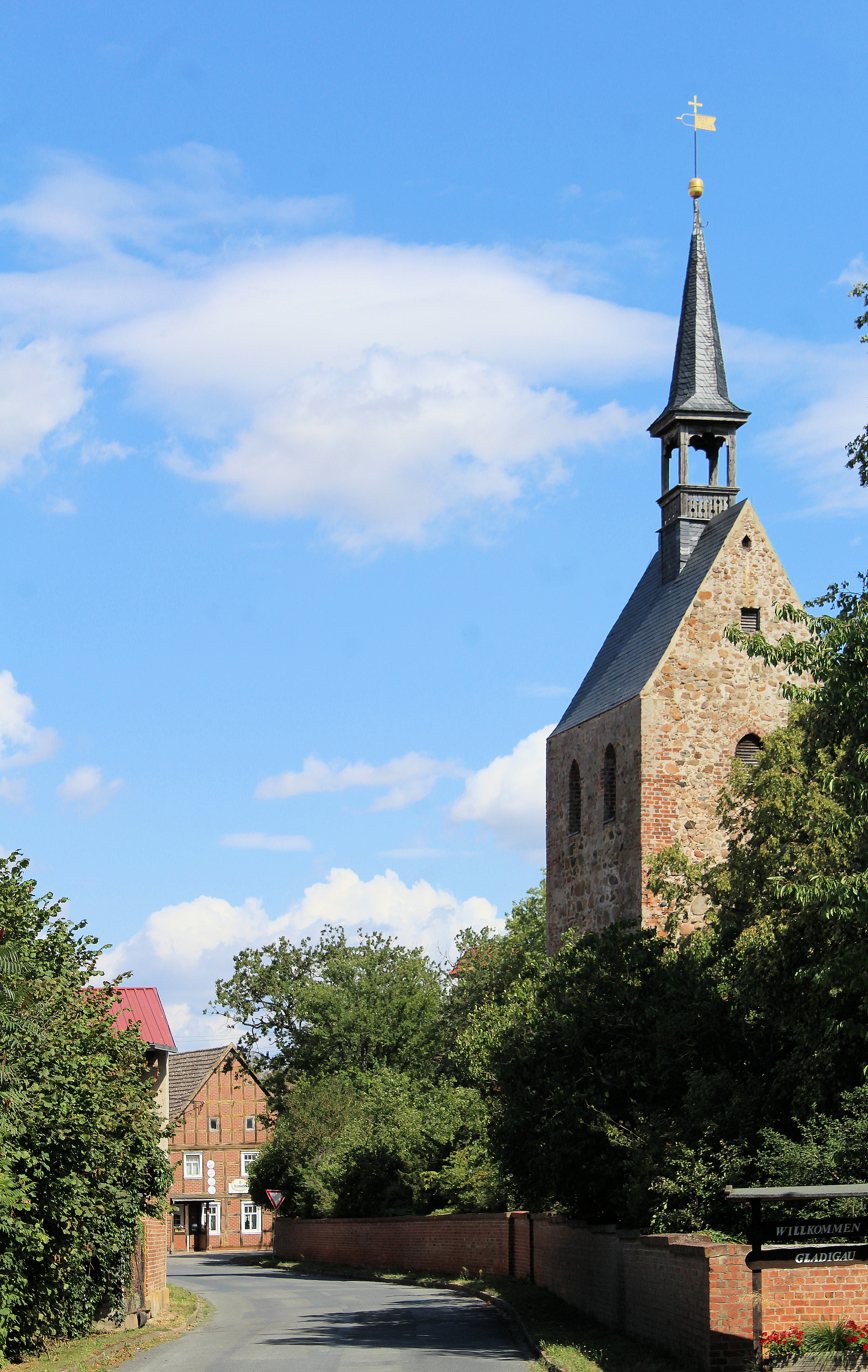
Turm

Die evangelische Dorfkirche Gladigau ist eine spätromanische Saalkirche im Ortsteil Gladigau von Osterburg (Altmark) im Landkreis Stendal in Sachsen-Anhalt. Sie gehört zum Pfarrbereich Gladigau im Kirchenkreis Stendal der Evangelischen Kirche in Mitteldeutschland (EKMD).

## Geschichte und Architektur
Die an einer Straßenkreuzung in etwas erhöhter Lage erbaute Kirche ist ein spätromanisches Feldsteinbauwerk, das aus dem querrechteckigen Westturm, dem Schiff von gleicher Breite und dem eingezogenen längsrechteckigen Chor vom Anfang des 13. Jahrhunderts besteht. Das Dachwerk über dem Schiff wurde dendrochronologisch auf das Jahr 1338 (d) datiert. Der Grundriss von Schiff und Turm ist stark verzogen. Der Turm ist vom Obergeschoss an schmaler als das Schiff ausgebildet, der quadratische Dachreiter mit offener Laterne über dem Turmsatteldach ist auf das Jahr 1891 datiert. Bei der damaligen Renovierung wurde der Haupteingang in den Turm verlegt und die romanische Priesterpforte, das Portal zum Schiff auf der Nordseite und die ursprünglichen Fenster wurden vermauert; allein das Ostfenster ist unverändert. Im Jahr 1719 erfolgte auf Veranlassung des Landrats der Altmark Georg von Bismarck eine Instandsetzung, wobei vermutlich der Holzeinbau im Turm ausgeführt wurde.
Das Innere wurde mit einer Flachdecke neu gestaltet; die Bemalung mit christlichen Symbolen und Bibelsprüchen stammt aus dem Jahr 1951. Die letzte Instandsetzung erfolgte im Jahr 1988. Die hölzerne Westempore wurde von Meister Hans Sander ausgeführt und ist auf das Jahr 1694 datiert.

## Ausstattung
Das Hauptstück der Ausstattung ist ein barocker Kanzelaltar aus der Zeit um 1710, der steile Aufbau ist von gedrehten Säulen flankiert, über dem Kanzelkorb ist das Wappen derer von Bismarck auf Krevese angeordnet, auf den Feldern des Kanzelkorbes die gemalten Darstellungen der Evangelisten; auf der Predella ein Abendmahlsgemälde. Die charakteristischen Stilisierungen erlauben eine Zuschreibung an denselben Künstler, der auch die Retabel in Stapel, Storbeck und Wollenrade geschaffen hat. Die kelchförmige polygonale Kunststeintaufe aus dem Jahr 1891 ist mit marmorierender Bemalung versehen. Ein hölzerner Kruzifixus vom Anfang des 15. Jahrhunderts zeigt an den Kreuzenden die geschnitzten Evangelistensymbole. Die Schnitzfigur des heiligen Wenzel aus der ersten Hälfte des 15. Jahrhunderts ist deponiert.
Die Orgel ist ein Werk von R. Voigt (Stendal) aus dem Jahr 1904. Im Glockenstuhl sind zwei Glocken angebracht, eine Bronzeglocke aus dem Jahr 1889 von den Gebrüdern Ulrich aus Laucha und eine Stahlgussglocke von 1925.
Südöstlich der Kirche ist das schlichte mittelalterliche Bahrenhaus erhalten.